# Jacques Germain Simon
Pour les articles homonymes, voir Simon.
Jacques Germain Simon est un homme politique français né le 31 juillet 1753 à Provins (Seine-et-Marne) et mort le 23 juillet 1839 au même lieu.

## Biographie
Jacques Germain Simon est le fils de Charles Simon, marchand-tanneur, et d'Anne-Charlotte Thomassin.
Avocat et notaire à Provins en 1780, il devient accusateur public puis commissaire du gouvernement au tribunal de district de Provins et président de l'administration du district.
Il est élu député de Seine-et-Marne au conseil des Cinq-Cents le 26 germinal an VI. Partisan du coup d'État du 18 Brumaire, il siège au corps législatif jusqu'en 1815. Il est ensuite conseiller général et juge au tribunal de Provins, et redevient député en 1815, pendant les Cent-Jours.

## Sources
- « Jacques Germain Simon », dans Adolphe Robert et Gaston Cougny, Dictionnaire des parlementaires français, Edgar Bourloton, 1889-1891 [détail de l’édition]